# Adel Mechaal
Adel Mechaal (* 5. Dezember 1990 in Tétouan) ist ein spanischer Leichtathlet marokkanischer Herkunft, der sich auf Mittelstreckenläufe spezialisiert hat. 2017 wurde er Halleneuropameister über 3000 Meter.

## Sportliche Laufbahn
Adel Mechaal nahm erstmals 2009 an Wettkämpfen über die Mittelstrecke in Spanien teil. Nach zahlreichen Wettkämpfen auf nationaler Ebene, qualifizierte er sich 2014 zunächst für die Hallenweltmeisterschaften in Sopot und anschließend für die Europameisterschaften in Zürich, jeweils über die 1500-Meter-Distanz. In beiden Wettkämpfen schied er jeweils im Halbfinale aus. Zusammen mit seinen Teamkollegen nahm er an den Welt-Staffel-Spielen in Nassau im 4-mal-1500-Meter-Rennen teil, in welchem das spanische Quartett den vierten Platz belegte.
2015 startete er dann erstmals über 3000 Meter in der Halle und konnte bei den Halleneuropameisterschaften in Prag den sechsten Platz erreichen. Ebenfalls 2015 fing er an, an internationalen Wettkämpfen im Crosslauf teilzunehmen. Bei den Weltmeisterschaften in Guiyang konnte er allerdings keine vordere Platzierung erreichen. Bei den Weltmeisterschaften in Peking lief er über 1500 Meter ins Halbfinale, in der Summe belegte er am Ende den 37. Platz. Besser lief es bei den Crosslauf-Europameisterschaften in Hyères. Dort gewann er im 10-km-Rennen die Bronzemedaille. 2016 gewann Mechaal bei den Europameisterschaften in Amsterdam die Silbermedaille über 5000 Meter. Bei den Olympischen Spielen in Rio de Janeiro trat er neben den 5000, auch über 1500 Meter an. In beiden Wettbewerben erreichte er das Halbfinale.
2017 feierte er mit Europameistertitel über 3000 Meter von den Halleneuropameisterschaften in Belgrad seinen bislang größten sportlichen Erfolg. Bei den Weltmeisterschaften von London im August wurde er dann Vierter über 1500 Meter. Bei den Crosslauf-Europameisterschaften 2017 im slowakischen Šamorín konnte er zudem Bronze im 10-km-Rennen gewinnen. 2018 lief er bei den Hallenweltmeisterschaften in Birmingham zu Platz 5 über 3000 Meter. Bei den Europameisterschaften in Berlin startete er anschließend über 5000 und über 10.000 Meter. Auf zweitgenannter Strecke stellte er zuvor im Mai seine persönliche Bestzeit auf. Während er im 5000-Meter-Rennen aufgeben musste, wurde er über 10.000 Meter Vierter.
2019 stellte Mechaal seine persönliche Bestzeit von 3:33,91 min. über 1500 Meter auf. Über diese Distanz trat er im Oktober bei den Weltmeisterschaften in Doha an. Dort schied er als Achter in seinem Vorlauf aus. 2020 trat er bei den Halbmarathon-Weltmeisterschaften im polnischen Gdynia an. Das Rennen beendete er auf dem 46. Platz. Im März 2021 trat Mechaal bei den Halleneuropameisterschaften im polnischen Toruń an. Dabei zog er in das Finale der 3000 Meter ein und konnte mit einer Zeit von 7:49,47 min die Bronzemedaille gewinnen. Im 1500-Meter-Lauf gelang ihm anschließend die Qualifikation für die Olympischen Sommerspiele in Tokio. Die Spiele stellten, von den Spanischen Meisterschaften abgesehen, seinen ersten Wettkampf der Saison 2021 über diese Distanz dar. Zunächst erreichte er das Halbfinale und zog anschließend mit neuer Bestleistung in das Finale ein. In dem schnellen Finale verbesserte er sich erneut bis auf eine Zeit von 3:30,77 min und belegte damit den fünften Platz. Im Laufe seiner Karriere gewann Mechaal bislang insgesamt 12 nationale Meistertitel. Im Februar 2022 stellte Mechaal beim Hallenmeeting in Staten Island, New York mit 7:30,82 min zwischenzeitlich einen neuen Europarekord über 3000 m auf. Einen Monat später trat er bei den Hallenweltmeisterschaften in Belgrad an. Dort konnte er nicht an seine Zeit aus dem Februar heranlaufen und belegte in 7:43,60 min den siebten Platz.
Im Sommer 2022 startete er im 5000-Meter-Lauf bei den Weltmeisterschaften in Eugene, verpasste als Elfter seines Vorlaufes allerdings den Einzug in das Finale. Einen Monat später startete er in München über die gleiche Distanz bei den Europameisterschaften, wobei er nicht über Platz 14 hinauskam. 2023 stellte Mechaal Ende Februar in 3:33,28 min einen neuen Hallenrekord Spaniens im 1500-Meter-Lauf auf. Anfang März trat er bei den Halleneuropameisterschaften in Istanbul an. Im Finale musste er sich im Zielsprint lediglich dem Norweger Jakob Ingebrigtsen geschlagen geben, womit er durch den Gewinn der Silbermedaille einen kompletten Hallen-EM-Medaillensatz hat. Später im August trat er in Budapest wieder bei den Weltmeisterschaften an. Als Neunter seines Halbfinallaufs über 1500 Meter schied er nach dem Halbfinale aus. 2024 belegte Mechaal im März bei den Hallenweltmeisterschaften in Glasgow den sechsten Platz über 3000 Meter. Einen Tag später wurde er auch über 1500 Meter Sechster.

## Wichtige Wettbewerbe
| Jahr                | Veranstaltung                    | Ort                 | Platz               | Disziplin           | Zeit                |
| Startet für Spanien | Startet für Spanien              | Startet für Spanien | Startet für Spanien | Startet für Spanien | Startet für Spanien |
| ------------------- | -------------------------------- | ------------------- | ------------------- | ------------------- | ------------------- |
| 2014                | Hallenweltmeisterschaften        | Sopot               | 11.                 | 1500 m              | 3:41,27 min         |
| 2014                | World Relays                     | Nassau              | 4.                  | 4 × 1500 m          | 15:00,69 min        |
| 2014                | Europameisterschaften            | Zürich              | 25.                 | 1500 m              | 3:47,60 min         |
| 2015                | Halleneuropameisterschaften      | Prag                | 6.                  | 3000 m              | 7:49,59 min         |
| 2015                | Crosslauf-Weltmeisterschaften    | Guiyang             | 68.                 | 12 km               | 38:57 min           |
| 2015                | Weltmeisterschaften              | Guiyang             | 37.                 | 1500 m              | 3:46,05 min         |
| 2015                | Crosslauf-Europameisterschaften  | Hyères              | 3.                  | 10 km               | 29:51 min           |
| 2016                | Europameisterschaften            | Amsterdam           | 2.                  | 5000 m              | 13:40,85 min        |
| 2016                | Olympische Spiele                | Rio de Janeiro      | 33.                 | 1500 m              | 3:48,41 min         |
| 2016                | Olympische Spiele                | Rio de Janeiro      | 30.                 | 5000 m              | 13:34,42 min        |
| 2017                | Halleneuropameisterschaften      | Belgrad             | 1.                  | 6000 m              | 8:00,69 min         |
| 2017                | Crosslauf-Weltmeisterschaften    | Kampala             | 43.                 | 10 km               | 30:40 min           |
| 2017                | Weltmeisterschaften              | London              | 4.                  | 1500 m              | 3:34,71 min         |
| 2017                | Crosslauf-Europameisterschaften  | Šamorín             | 2.                  | 10 km               | 29:54 min           |
| 2018                | Hallenweltmeisterschaften        | Birmingham          | 5.                  | 3000 m              | 8:16,13 min         |
| 2018                | Europameisterschaften            | Berlin              |                     | 5000 m              | DNF                 |
| 2018                | Europameisterschaften            | Berlin              | 4.                  | 10.000 m            | 28:13,78 min        |
| 2019                | Weltmeisterschaften              | Doha                | 25.                 | 1500 m              | 3:37,95 min         |
| 2020                | Halbmarathon-Weltmeisterschaften | Gdynia              | 46.                 | Halbmarathon        | 1:02:30 h           |
| 2021                | Halleneuropameisterschaften      | Toruń               | 3.                  | 3000 m              | 7:49,47 min         |
| 2021                | Olympische Sommerspiele          | Tokio               | 5.                  | 1500 m              | 3:30,77 min         |
| 2022                | Hallenweltmeisterschaften        | Belgrad             | 7.                  | 3000 m              | 7:43,60 min         |
| 2022                | Weltmeisterschaften              | Eugene              | 22                  | 5000 m              | 13:36,48 min        |
| 2022                | Europameisterschaften            | München             | 14.                 | 5000 m              | 13:35,92 min        |
| 2023                | Halleneuropameisterschaften      | Istanbul            | 2.                  | 3000 m              | 7:41,75 min         |
| 2023                | Weltmeisterschaften              | Budapest            | 15.                 | 1500 m              | 3:33,33 min         |
| 2024                | Hallenweltmeisterschaften        | Glasgow             | 6.                  | 3000 m              | 7:45,67 min         |
| 2024                | Hallenweltmeisterschaften        | Glasgow             | 6.                  | 1500 m              | 3:37,76 min         |

## Persönliche Bestleistungen
Freiluft
- 800 m: 1:47,69 min, 17. Juli 2019, Barcelona
- 1500 m: 3:30,77 min, 7. August 2021, Tokio
- 3000 m: 7:35,28 min, 1. Juli 2017, Paris
- 5000 m: 13:06,02 min, 16. Juni 2022, Oslo
- 10.000 m: 27:50,56 min, 19. Mai 2018, London

Halle
- 800 m: 1:54,54 min, 21. Februar 2010, Vilafranca del Penedès
- 1500 m: 3:33,28 min, 25. Februar 2023, Birmingham, (spanischer Rekord)
- 3000 m: 7:30,82 min, 6. Februar 2022, New York City

Straße
- Meilenlauf: 4:03,0 min, 14. Mai 2017, Barcelona
- 10-km-Lauf: 29:09 min, 28. Dezember 2019, Lissabon
- Halbmarathon: 1:02:30 h, 17. Oktober 2020, Gdynia